# Araneus hui
Araneus hui là một loài nhện trong họ Araneidae.
Loài này thuộc chi Araneus. Araneus hui được Hsen Hsu Hu miêu tả năm 2001.